# Vaquería
Vaquería è un centro abitato del Paraguay, situato nel dipartimento di Caaguazú a 243 km dalla capitale del paese, Asunción. Forma uno dei 21 distretti del dipartimento.

## Popolazione
Al censimento del 2002 la località contava una popolazione urbana di 2.801 abitanti (10.257 nell'ampio distretto).

## Caratteristiche
Elevata alla categoria di distretto nel 1992, Vaquería ha come principali attività economiche l'agricoltura e lo sfruttamento delle risorse forestali.